# José Abella y Garaulet
Pour les articles homonymes, voir Abella (homonymie).
José Abella y Garaulet, né en 1800  près de Valence, et mort en 1884, est un peintre espagnol.

## Biographie
José Abella y Garaulet naît en 1800 près de Valence en Espagne.
Il se fait connaître dans cette ville vers 1845 par des peintures de chasses. Il fait aussi des tableaux d'histoire. Le musée de Valence possède un Christ de lui.
José Abella y Garaulet meurt en 1884.